# جيمس كيربي
جيمس كيربي (بالإنجليزية: James Kirby)‏ هو لاعب تايكوندو أمريكي، ولد في القرن العشرين، وتوفي في 8 أكتوبر 1915.